# Saint-Hippolyte (Pirineos Orientales)
Saint-Hippolyte en francés y oficialmente, Sant Hipòlit de la Salanca en catalán, es una localidad y comuna francesa, situada en el departamento de Pirineos Orientales, región de Occitania y comarca histórica del Rosellón.
Sus habitantes reciben el gentilicio de Saint-Hippolytans en francés o polità, politana en catalán.

## Geografía

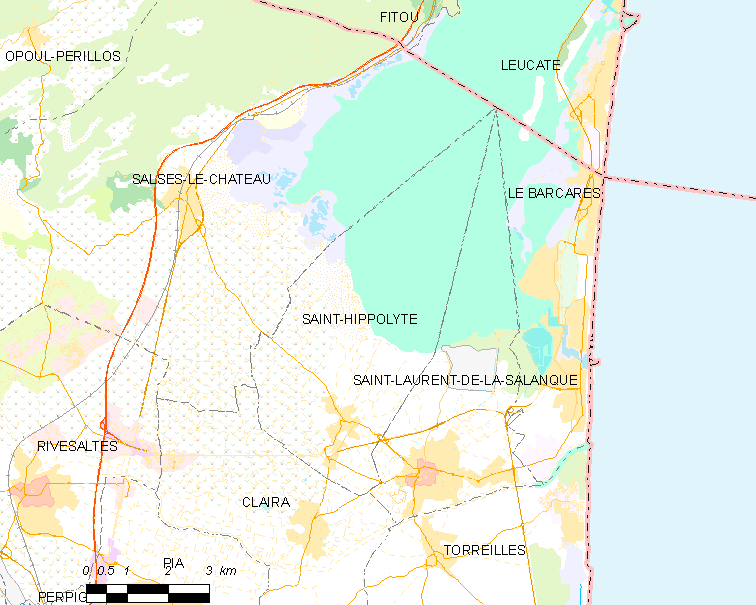
Situación de Saint-Hippolyte

## Gobierno y política

### Alcaldes
| Alcalde                | Período         |
| ---------------------- | --------------- |
| Étienne Masnou         | ?-Junio de 1815 |
| Pierre Gari            | Junio de 1815-? |
|                        |                 |
| Michel Montagne        | 2001-2014       |
| Madeleine Garcia-Vidal | 2014-           |

## Demografía
| 933 | 1 033 | 1 044 | 1 038 | 1 616 | 1 849 |
| Para los censos de 1962 a 1999 la población legal corresponde a la población sin duplicidades (Fuente: INSEE [Consultar]) |       |       |       |       |       |

## Lugares de interés
- Estanque de Leucate
- Castillo de los templarios